# Boko Yout
Boko Yout, artistnamn för Paul Adamah, född 22 januari 1998, är en svensk artist. Han har tidigare använt sig av Khan-Ji.
Boko Yout växte upp i Örebro. Han kallar sin genre för afro grunge och år 2023 debuterade han med EP:n "AS SEEN ON TV", vilket ledde till att han utsågs till Årets nykomling på Manifestgalan, nominerades till Årets nykomling vid Grammisgalan 2024 och Årets genombrott på GAFFA-priset. Vid P3 Guld-galan 2025 nominerades han i kategorin Framtidens artist.
År 2024 arbetade han med producenten boerd och släppte gemensamma EP:n “Griot”.